# Bisdom Mbanza Congo

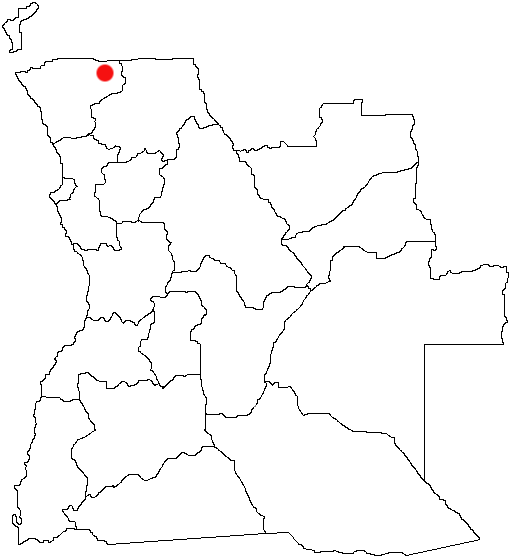
Locatie van Mbanza Congo binnen Angola

Het bisdom Mbanza Congo (Latijn: Dioecesis Mbanzacongensis) is een op 7 november 1984 opgericht bisdom in Angola. Het werd losgemaakt uit het bisdom Uije. Het bisdom is suffragaan aan het aartsbisdom Luanda. De bisschop zetelt in Mbanza Congo (voorheen ook São Salvador do Congo) in de Angolese provincie Zaire. 
Na de aankomst van de Portugezen in 1483, verspreidde het christendom zich snel onder de bovenlaag van het koninkrijk Kongo, waarvan Mbanza Congo de hoofdstad was. Eind 15e eeuw werd te Mbanza Congo een bisdom opgericht, dat later naar Luanda zou worden verplaatst. De eerste Angolese kerken werden in Mbanza Congo gebouwd, waaronder de Kulumbimbi-kathedraal (1534). In de 16e eeuw waren er in Mbanza Congo naast de kathedrale kerk nog zeven andere kerken.
De bevolking in het diocees nam van geschatte 256.000 in 1990 toe tot geschatte 674.300 in 2004. Het aantal katholieken steeg van ongeveer 132.000 tot ruim 338.000 in 2004 en 378.000 in 2021 (ongeveer 43% van de bevolking). Het aantal parochies is acht, die bediend worden door zestien priesters (2021).
In 2019 startte bisschop Vicente Carlos Kiaziku met de bouw van een Mariaheiligdom in het dorp Bungo nabij Kikudo.

## Bisschoppen
- Afonso Nteka, OFMCap (1984-1991)
- Serafim Shyngo-Ya-Hombo, OFMCap (1992-2008)
- Vicente Carlos Kiaziku, OFMCap (2009-)